# Nora Fries
Nora Fries, también conocida como Sra. Frío (anteriormente conocida como Lazara antes de la alteración de la continuidad), es una supervillana ficticia que aparece en los medios publicados por DC Entertainment, comúnmente como adversaria del superhéroe Batman. Ella es la esposa del villano Sr. Frío, y fue presentada en Batman: la serie animada.
Nora Fries hizo su primer debut de acción en vivo en la película Batman y Robin, interpretada por la supermodelo Vendela Kirsebom Thomessen. También apareció en la segunda temporada de Gotham, interpretada por Kristen Hager, y en el evento crossover Arrowverso de 2018 Elseworlds, interpretada por Cassandra Jean Amell.

## Biografía ficticia

### Historia enBatman: la serie animada
Después de casarse con Victor Fries, un investigador de criogenia trabajando para GothCorp, a Nora se le diagnostica una enfermedad terminal. Fries utiliza el equipo de la empresa para congelar criogénicamente a su esposa hasta que puede encontrar una cura. El director general de GothCorp Ferris Boyle corta la financiación y después entra en el laboratorio de Fries para cerrar el proyecto personalmente con algunos guardias de seguridad. De acuerdo con "Corazón de Hielo" y "Las aventuras de Batman Especial Vacaciones", Nora es presumida muerta tras la pelea resultante, que destruye el laboratorio. Sin embargo, en el episodio "Frío Profundo" Nora resulta estar aún con vida dentro de su cámara. 
Victor, que se ha convertido entonces en el Sr. Frío, finalmente recupera la cámara de Nora y la mantiene en su cueva en el Ártico hasta Batman & Mr. Freeze: Subzero, cuando la cámara de Nora se rompe. Ya no más congelada, Nora no tiene mucho tiempo de vida. Desesperado, Frío soborna a un viejo colega para que la ayude. Esto lleva a Frío a cazar a Barbara Gordon, una de las pocas mujeres en los registros hospitalarios con el raro grupo sanguíneo de Nora. Frío planea utilizar a Bárbara para un fatal trasplante de órganos para salvar a Nora, pero Batman interviene. Nora es finalmente curada por el Dr. Francis D'Anjou de Empresas Wayne. 
De acuerdo con Las nuevas aventuras de Batman episodio "Fría Comodidad", Nora espera a Frío, desaparecido y presuntamente muerto, por algún tiempo antes de que ella decide casarse con su médico. Esta subtrama es expandida en Batman Adventures, una serie de cómics basados en Batman: la serie animada.
La caricatura web Gotham Girls revela también que Nora tiene una hermana menor llamada Dora Smithy. Dora es muy cercana a Nora y odia a Victor Fries por mantener a su hermana en un coma. La campaña de Dora en contra de los vigilantes y villanos disfrazados resulta en ella convirtiéndose en una al final de la serie.
Para el momento de Batman del Futuro, Nora no es vista; sin embargo, cuando el Sr. Frío (cuyo cuerpo congelado retrasa su envejecimiento hasta casi el nivel inmortal) regresa a su yo humano normal de Victor Fries en el episodio "Derretimiento", él inicia una Fundación Nora Fries en memoria de su mujer.
Nora Fries nunca ha tenido una actriz de voz; y sus únicas apariciones en la serie animada, ella siempre está inconsciente (generalmente flotando en el tanque criogénico). La única vez que sólo se la ve despierta es en las fotografías, en los volúmenes de Batman Adventures y al final de Batman & Mr. Freeze: Subzero, cuando un informe muestra su recuperación. Jason Hall, que escribió sus apariciones en Batman Gotham Adventures #51 y Batman Adventures #15 establece a Nora como una científica misma. La personalidad de Nora y el motivo de su devoción a Victor se desarrolla en ese volumen. Nora se siente culpable por el hecho de que Victor descuida su condición mientras se cuidaba por su cuenta, lo que resulta en que su cuerpo se deteriora a sólo una cabeza. El nuevo marido de Nora, Francis D'Anjou, está celoso de los sentimientos persistentes de Nora para Victor y oculta todas las cartas que le escribe Victor. Una vez que Nora descubre que a Victor aún le importa, después de encontrar una de las cartas, ella trata de perseguirlo. Nora muestra estar profundamente enamorada de Victor y trata de hacer que su relación funcione, pero el pasado criminal de Victor evita que esto ocurra.
Durante una aparición posterior, D'Anjou es secuestrado por Grant Walker - un hombre que había forzado a Frío a someterlo a los mismos tratamientos que se había sometido - para investigar una cura para su condición, lo que obliga a Nightwing y a Batgirl a aliarse con el Sr. Frío para detener a Walker después que Batman es incapacitado. Después de que Walker es derrotado, Nightwing y Batgirl desactivan remotamente el cuerpo de Frío para impedirle matar a Walker, pero Frío simplemente expulsa su cabeza y se escapa.

### Historia de cómic

#### Cayendo enferma
Nora es una chica atractiva y suave. Ella conoce a Victor Fries en un estricto internado, y más tarde se casa con él. Poco después de su matrimonio, Nora cae en una enfermedad terminal. Victor descubre una manera de poner a Nora en crioestásis, con la esperanza de mantenerla hasta que pueda encontrar una cura. Con el tiempo, su marido se convertirá en uno de los enemigos bien conocidos de Batman, el Sr. Frío. Con el tiempo ella se cae a pedazos en su estado de hielo, pero Frío los pone otra vez juntos de nuevo.

#### Lázara
Frío ayuda a Nyssa al Ghul al crear una máquina para la Sociedad que también puede ser utilizada para capturar a Batgirl. A cambio, Nyssa le ayuda a restaurar a su esposa utilizando la Fosa de Lázaro. Debido a todos los años de haber sido alterada y rota, Nora absorbe la alquimia de la fosa, adquiriendo los poderes para conjurar llamas y reanimar a los muertos. 
Se convierte en una supervillana, llamándose a sí misma Lázara.

#### New 52
La historia de Nora ha sido revisada a partir del evento The New 52. Nora Fries es ahora Nora Fields, una mujer nacida en 1943 y colocada en criostásis por sus padres a los 23 años debido a que ella que tiene una enfermedad incurable del corazón. Su caso fue asumido por el empleado de Empresas Wayne Victor Fries, que se enamoró de ella, obsesionado hasta el punto de creer que ella era su esposa. El proyecto fue rescindido por Bruce Wayne, y de ira Victor le arrojó una silla. Wayne esquivó la silla, que golpeó un tanque químico de congelación, causando que Fries se convirtiera en el Sr. Frío. Algún tiempo después el Sr. Frío intenta robar el cuerpo de Nora y huir de Gotham, pero es detenido por Batman.
Esta versión de la relación de Victor y Nora ha sido reconocida como algo mucho más inquietante que las adaptaciones anteriores, hasta el punto de molestar realmente a Batman, quien comenta que Nora tiene edad suficiente para ser abuela de Frío.

## Poderes y habilidades
Después de emerger de la Fosa de Lázaro, Nora Fries se convierte en Lázara. Lázara es una supervillana que puede convocar fuego y levantar a los muertos. Ella culpa a su marido, Victor Fries, de su transformación.

## En otros medios

### Televisión
- Nora también aparece en el episodio de The Batman titulado "La Gran Frialdad". En el episodio, ella aparece brevemente en imágenes en el coche de su marido antes del accidente que le convierte en el Sr. Frío. No se sabe mucho más acerca de ella.
- Nora Fries aparece en la temporada 2 de Gotham interpretada por Kristen Hager.[2] Como en los cómics, ella es la esposa del científico Victor Fries, enferma terminalmente, que realiza experimentos criogénicos para encontrar una cura. Nora descubre que Victor ha estado congelando sujetos humanos para estos experimentos y retrocede horrorizada. Jim Gordon y Harvey Bullock encuentran la residencia de Victor y Nora y la detienen. Nora se convierte en paciente de Leslie Thompkins y es trasladada a Arkham Asylum. Víctor irrumpe en el asilo y se lleva a Nora y Thompkins. Víctor intenta realizarle un tratamiento criogénico que Víctor cree que le salvará la vida, pero Nora lo sabotea y permite que los productos químicos la congelen y la maten, ya que no quiere vivir en un mundo en el que Víctor esté muerto o muerto en prisión.[3]
- Nora Fries aparece en Elseworlds, el Arrowverso de 2018, caso de cruce entre las series de The CW, The Flash, Supergirl y Arrow, interpretada por Cassandra Jean Amell.[4] Esta versión se muestra como una reclusa de Arkham Asylum que es liberada de su criostasis después de que John Deegan causa una fuga masiva. Mientras busca una manera de que su temperatura corporal vuelva a los 196 grados bajo cero, se encuentra con Killer Frost y usa la pistola de congelación de su esposo en ella. Sin embargo, se ve obligada a huir después de una pelea con Oliver Queen en el cuerpo de Barry Allen; derribando botes confiscados del gas del miedo de El Espantapájaros en el proceso.
- Nora Fries aparece en el episodio de Harley Quinn, "Thawing Hearts", con la voz de Rachel Dratch. Frío ha estado trabajando para encontrar una cura para Nora después de congelar a Harley y reclamar territorio como parte de la Liga de la Injusticia en "New New Gotham". Cuando los planes de Harley para vengarse de Frío terminan en su captura, intenta usarla como su primer sujeto humano para probar una cura. Para salvarse, Harley convence a Frío de que la perdone después de mencionar que su amiga, Hiedra Venenosa, podría encontrar una cura para su esposa. Después de presenciar el extraño comportamiento de Frío con el cuerpo congelado de Nora, Harley llega a la conclusión de que Frío congeló a Nora después de que ella decidió dejarlo y que él inventó su enfermedad como un medio para justificarla. Harley descongela su cuerpo y rompe el arma de Frío, solo para descubrir que estaba diciendo la verdad. Nora finalmente es curada por Hiedra Venenosa, aunque a costa de la vida del Sr. Frío, quien se sacrificó para darle la cura a través de una transfusión de sangre. Harley y sus amigos intentan ofrecer sus condolencias, pero Nora les dice enojada que salgan.[5] Nora también aparece brevemente en el episodio "Bachelorette", donde asiste a la despedida de soltera de Ivy y entabla una relación con Maxie Zeus. En "The Runaway Bridesmaid", Nora asiste a la boda de Ivy como dama de honor y con Maxie como su cita.

### Película
- Nora Fries es interpretada por la supermodelo Vendela Kirsebom Thomessen en la película Batman y Robin. Ella es criogénicamente congelada durante toda la película, y las únicas líneas que tiene son en el vídeo de la boda de ella y el Sr. Frío. En esta película, su enfermedad es el ficticio síndrome de MacGregor. Batman revela que tiene las etapas más avanzadas de la enfermedad, para lo cual el Sr. Frío (Arnold Schwarzenegger) todavía tiene que encontrar una cura, aunque ha logrado curar las primeras etapas de la enfermedad donde nadie más está ni siquiera cerca. En un momento de la película, Hiedra Venenosa (Uma Thurman), que está enamorada del Sr. Frío y sus poderes, tira del enchufe del tanque criogénico de Nora, en un intento de matarla y tener a Frío para sí misma. Ella falla, como Nora vive, y Batman le ha enviado al Asilo Arkham de modo que el Sr. Frío pueda continuar su investigación de una cura durante su encarcelamiento allí, al mismo tiempo convenciendo a Frío de que le de la cura para la primera fase del Síndrome de MacGregor (de la que Alfred está muriendo). Frío también utiliza esta oportunidad para vengarse de Hiedra por intentar matar a su esposa.

### Videojuegos
- Nora Fries aparece en Batman: The Enemy Within. Su cuerpo se mantiene congelado en la parte del Sr. Frío del escondite de The Pact. Al infiltrarse en el Pacto en nombre de Amanda Waller, Bruce Wayne puede ganarse al Sr. Frío prometiendo curar a su esposa Nora Fries después de asegurarse de que la tecnología criogénica no fue dañada por el EMP que accidentalmente activó "John Doe".
- Nora Fries es mencionada en Injustice 2 en el diálogo previo a la batalla por Sr. Frío, quien está investigando una forma de curar a Nora.
- Nora es el nombre femenino predeterminado para el único superviviente de Fallout 4 que está congelado criogénicamente al comienzo del videojuego.

#### Batman: Arkham
Nora Fries aparece en la mayoría de los juegos de la serie Batman: Arkham.
- Cronológicamente, aparece por primera vez en el DLC Cold Cold Heart de Batman: Arkham Origins, en criostasis. En esta continuidad, su enfermedad terminal es la Corea de Huntington. Victor Fries hizo un trato con Ferris Boyle, desarrollando secretamente armas para GothCorp a cambio de que Boyle dedicara los recursos de su compañía a encontrar una cura. Sin embargo, cuando Fries descubrió que Boyle nunca tuvo la intención de mantener su parte del trato, Boyle sacó a Nora de su laboratorio a otra sección. La lucha que siguió resultó en el accidente que transformó a Víctor en el villano Sr. Frío empeñado en salvar a su esposa a toda costa y vengarse de Boyle. Frío secuestra a Boyle para obligarlo a liberar a Nora. Cuando la cámara de Nora comienza a perder poder, Boyle intenta evitar que Frío la salve, con la intención de obligar a Frío a ver morir a su esposa. Batman interviene, sin embargo, y salva a Nora mientras somete a Boyle.
- En Batman: Arkham City, Nora todavía está en criostasis, y se dice que Freeze estuvo trabajando en una cura para ella mientras estaba encarcelado en la mega prisión titular. Sin embargo, el director de la prisión, el Dr. Hugo Strange, hizo que le robaran la cámara de criogenia de Nora y la entregaran al Joker, quien exige que Frío cree una cura para la enfermedad del Joker a cambio de devolverla. Al ser salvado por Batman de las garras del Pingüino, Frío le pide que encuentre la cámara de Nora en Arkham City a cambio de desarrollar una cura para la enfermedad del Joker, que Batman también sufre, después de haber sido infectado por el Joker. El jugador puede encontrar a Nora y transmitir su ubicación al Sr. Frío en una misión secundaria, acertadamente llamada "Corazón de hielo". La biografía de Nora dice que era una bailarina talentosa. Las cintas de la entrevista del Sr. Frío relatan su primer encuentro con Nora en un reformatorio y casarse con ella poco después, solo para darse cuenta de que Nora tenía una enfermedad terminal. Trató de ponerla en un estado de sueño criogénico hasta que se pudiera encontrar una cura. Ferris Boyle descubrió el experimento e intentó detenerlo, alegando que Victor estaba usando ilegalmente la propiedad de GothCorp. Víctor atacó a Boyle, quien lo arrojó a una tina de químicos criogénicos y lo dejó morir. Victor luego se convirtió en Sr.Frío y planeó asesinar a Boyle y reclamar a su esposa. Al principio, Batman trató de detenerlo, sin saber sus intenciones, pero finalmente se enteró de las acciones de Boyle y ayudó a Frío a reunirse con Nora, mientras evitaba que matara a Boyle, quien estaba expuesto y arrestado, lo que llevó a Frío a estar agradecido con Batman. Después de completar la misión secundaria, Nora se ve por última vez reunida con Frío, quien agradece a Batman por encontrarla.
- Nora aparece de nuevo en Batman: Arkham Knight, con la voz de Cissy Jones.[6] Aparece en el paquete DLC "Season of Infamy", en la misión secundaria "In From the Cold". Los miembros de la milicia de Caballero de Arkham roban la cámara criogénica de Nora para intentar obligar al Sr. Frío a matar a Batman por ellos. Batman ayuda a Frío a rastrear la cámara. Cuando lo encuentra, se ve obligado a liberar a Nora. Nora le dice a Víctor que ya no quiere que intente salvarla. Frío sacrifica su equipo para detener a la milicia y se reencuentra con Nora. Frío se quita el casco e informa a su esposa que solo les quedan unos días de vida. Luego se alejan juntos y Batman le dice a Alfred que no rastree su barco y que los deje ir.
- En Suicide Squad: Kill the Justice League se menciona la relación con la Mrs.Freeze, es una version alternativa y femenina de Sr. Frío

### Varios
Nora Fries aparece en el cómic digital de la temporada 11 de Smallville basado en la serie de televisión.